# Juegos Panafricanos de 1995
Los VI Juegos Panafricanos se celebraron en Harare, Zimbabue, del 13 al 23 de septiembre de 1995, bajo la denominación Harare 1995.
Participaron un total de xxx deportistas representantes de 46 países africanos. El total de competiciones fue de 224 repartidas en 18 deportes.

## Medallero
| Núm. | País                     | Oro | Plata | Bronce | Total |
| ---- | ------------------------ | --- | ----- | ------ | ----- |
| 1    | Sudáfrica                | 64  | 51    | 39     | 154   |
| 2    | Egipto                   | 61  | 43    | 50     | 154   |
| 3    | Nigeria                  | 36  | 31    | 40     | 107   |
| 4    | Argelia                  | 15  | 16    | 26     | 57    |
| 5    | Kenia                    | 12  | 11    | 17     | 40    |
| 6    | Túnez                    | 9   | 11    | 19     | 39    |
| 7    | Zimbabue                 | 6   | 6     | 23     | 35    |
| 8    | Senegal                  | 5   | 4     | 6      | 15    |
| 9    | Camerún                  | 3   | 13    | 10     | 26    |
| 10   | Mauricio                 | 3   | 6     | 9      | 18    |
| 11   | Madagascar               | 2   | 2     | 5      | 9     |
| 12   | Gabón                    | 2   | 0     | 6      | 8     |
| 13   | Etiopía                  | 1   | 5     | 6      | 12    |
| 14   | Ghana                    | 1   | 4     | 2      | 7     |
| 15   | Mozambique               | 1   | 2     | 0      | 3     |
| 16   | Sierra Leona             | 1   | 1     | 0      | 2     |
| 17   | Tanzania                 | 1   | 0     | 1      | 2     |
| 18   | Burundi                  | 1   | 0     | 0      | 1     |
| 19   | Namibia                  | 0   | 4     | 3      | 7     |
| 20   | Costa de Marfil          | 0   | 4     | 2      | 6     |
| 21   | Zambia                   | 0   | 2     | 2      | 4     |
| 22   | Lesoto                   | 0   | 1     | 2      | 3     |
| 22   | Seychelles               | 0   | 1     | 2      | 3     |
| 24   | Burkina Faso             | 0   | 1     | 0      | 1     |
| 24   | República Centroafricana | 0   | 1     | 0      | 1     |
| 24   | Guinea                   | 0   | 1     | 0      | 1     |
| 24   | Libia                    | 0   | 1     | 0      | 1     |
| 24   | Mali                     | 0   | 1     | 0      | 1     |
| 29   | Angola                   | 0   | 0     | 3      | 3     |
| 29   | Suazilandia              | 0   | 0     | 3      | 3     |
| 31   | Uganda                   | 0   | 0     | 2      | 2     |
| 32   | Botsuana                 | 0   | 0     | 1      | 1     |
| 32   | República del Congo      | 0   | 0     | 1      | 1     |
| TOT  |                          | 224 | 223   | 280    | 727   |

| Predecesor: El Cairo 91 | VI Juegos Panafricanos 1995 | Sucesor: Johannesburgo 99 |

- Datos: Q1185933